# Orphelines du Cap
 (avril 2025).
 (avril 2025).
Pour les articles homonymes, voir Orpheline (homonymie).
Les orphelines du Cap sont deux sœurs d'une famille de colons blancs de Saint-Domingue, Hortense et Augustine de Saint-Janvier, sauvées du massacre de 1804 contre les Blancs dans lequel sont morts leurs parents, à l'aube de la création de la République en Haïti.

## Historique

### Une colonie esclavagiste en pleine révolte
L'épisode des orphelines du Cap se situe à Haïti, ancienne colonie française de Saint-Domingue, devenue indépendante à la suite d'une Révolution initiée par les révoltes d'esclaves et prolongée par des conflits avec les puissances européennes.
Bien que Toussaint Louverture, après avoir pris le commandement de l'Île, fasse preuve d'intentions pacifiques et qu'il ait organisé un modus-vivendi acceptable entre les Noirs affranchis et les colons français vivant sur place, le premier consul, Napoléon Bonaparte, envoie une expédition militaire en décembre 1801, aux ordres du général Charles Leclerc, en vue de maintenir l'ancien système colonial et de rétablir l'esclavage.
Toussaint Louverture est fait prisonnier et emprisonné en France au Fort de Joux. Le général Leclerc meurt de la fièvre jaune. Il est remplacé par le général de Rochambeau. Ce dernier se distingue par des méthodes cruelles de pacification et de répression envers les insurgés. Il est battu par les troupes du général Jean-Jacques Dessalines, le 18 novembre 1803 à la bataille de Vertières. Il évacue la partie occidentale de Saint-Domingue et laisse quelques derniers colons français à la merci des représailles des vainqueurs.

### Massacre du Cap en 1804
Dans la partie occidentale de l'île d'Hispaniola, Dessalines proclame la République d'Haïti, le 1er janvier 1804 : la première République noire vient alors de naître. Dans la partie espagnole, encore occupée par les Français qui y ont rétabli l'esclavage depuis 1802, un petit contingent de soldats français reste établi à Santo Domingo et projette d'envahir à nouveau l'ancienne colonie, et d'en « annihiler » la population noire. Craignant alors une nouvelle expédition française pour reprendre l'île, et souhaitant régler le problème de populations de couleurs différentes dans un même pays, Dessalines provoque le massacre des derniers colons blancs restés à Saint-Domingue. Il désigne à ses généraux les maisons qu'ils vont devoir investir afin de massacrer tout individu de couleur blanche, à l'exception des maisons américaines, comme appartenant aux alliés de la République, et, individuellement les prêtres, à cause de leur caractère consacré, et les chirurgiens dont on a besoin. Si la plupart des victimes sont des hommes, des femmes et des enfants sont aussi tués.
Parmi les victimes figurent Louis de Saint-Janvier (1754-1804), retraité de la Compagnie des Indes, tandis, et son épouse, Marie-Louise-Félicité Bertrand de L'Étang (1769-1804), résidant au Cap. Ils laissent deux petites orphelines, Hortense, 8 ans et Augustine, 5 ans, qui seront sauvées grâce à l'action héroïque d'une ancienne esclave, Marie, restée fidèle à la famille de Saint-Janvier, avec l’aide de nombreux Haïtiens de la nouvelle République[source secondaire souhaitée].

### Haïtiens au secours des deux orphelines
Une jeune Noire nommée Marie qui était au service de Madame de Saint-Janvier, supplie sa maîtresse de se cacher avec ses deux filles dans le grenier de sa maison. La famille passe trois jours et trois nuits, dissimulée dans le grenier, nourrie et soignée par la jeune Marie. Celle-ci donne le change et, à chaque inspection de la troupe, répète qu'elle n'a vu aucun Blanc aux environs.
Le quatrième jour, madame de Saint-Janvier est dénoncée par des voisins et les soldats de Dessalines la mènent avec ses filles auprès du général Diakué. Madame de Saint-Janvier supplie le général de sauver ses enfants, mais elle est exécutée à l'arme blanche par la milice en furie, devant ses filles, en même temps que d'autres mères et leurs enfants[source secondaire souhaitée].
Hortense et Augustine sont présentées au général Diakué. En souvenir de M. de Saint-Janvier pour qui il avait conservé de l'amitié, il décide de les sauver, et, pour donner le change, il déclare aux hommes de troupe dont la plupart étaient ivres et se montraient menaçants, qu'« on avait tué assez de Blancs pour la journée et qu'il se réservait de les tuer lui-même »[source secondaire souhaitée].
Le général Diakué subtilise les deux enfants qui échappent aux mains des miliciens et les confie aux soins d'une dame nommée Judith qui va les cacher dans sa case pendant que les milices patrouillent à la recherche des survivants. Puis, Hortense et Augustine, protégées par la vieille mère du général Diakué vivent au milieu des anciens esclaves noirs qui leur témoignent la plus grande amitié. En 1806, elles sont prises en charge par la veuve du général Dessalines elle-même, Marie-Claire Heureuse Félicité : elle était connue pour ses actions charitables envers les Blancs menacés sous le régime de son mari. Madame Dessalines venait de perdre son mari, assassiné le 17 octobre 1806, à Pont-Rouge. Elle conservait le titre d'impératrice. Sous le règne du nouveau gouverneur Christophe, la clémence fut de mise et les survivants sont protégés.
Madame Dessalines cherche par tous les moyens à rapatrier les orphelines du Cap en France où réside la sœur de leur père,  Marie-Madeleine de Saint-Janvier, épouse du général de Beaupoil de Saint-Aulaire, dans le château de Courbeton à Saint-Germain-Laval. Elle leur procure des passeports et les  confie le 20 août 1809 à madame Beuze, une marchande de mode française qui rentre en Amérique et qui se fait fort de retrouver leur famille. Cette dame loge et entretient les deux orphelines à New York en échange de services ménagers, mais elle ne  semble pas pressée de s'en séparer. Le consul de France à Philadelphie, Félix de Beaujour et M. Jean-Guillaume Hyde de Neuville, de passage à New York, sont mis au courant de cette situation, grâce à l'entremise de leur logeuse française, madame Collet, qui avait découvert l'existence des orphelines de Saint-Janvier. Ils obtiennent enfin le rapatriement des deux Françaises dans le pays de leurs ancêtres.

### Rapatriement en France en 1810
En définitive, les deux jeunes filles sont rapatriées en France au cours de l'année 1810 : elles embarquent à New York en mars, débarquent à Lorient le 23 avril et parviennent à Paris le 7 mai 1810. Elles ne devaient pas revoir leur grand-père paternel, Pierre-Louis de Saint-Janvier, qui était mort à Paris le 18 janvier 1810. Les deux sœurs eurent cependant la joie d'être accueillies par la sœur de leur mère, Claire Augustine Bertrand de Létang, veuve de Jean-Baptiste Béatrix Pothenot, qui s'était réfugiée à Paris avant les événements de Saint-Domingue[source secondaire souhaitée].
Hortense et Augustine retrouvèrent leurs oncle et tante de Saint-Aulaire, qui les prirent affectueusement sous leur aile protectrice comme leurs propres enfants au château de Courbeton à Saint-Germain-Laval, proche de Montereau, en Seine-et-Marne. Ils remplirent parfaitement leur rôle de tuteurs : les orphelines de Saint-Janvier ont ainsi bénéficié d'une excellente éducation et rattrapé le temps perdu. Elles ont fait leur première communion et ont reçu la confirmation de la part de  Mgr de Clermont-Tonnerre dans la chapelle du château, lors de son séjour à Courbeton. Elles se sont mariées, vécurent heureuses (Hortense en France et Augustine en Suisse), et eurent beaucoup d'enfants et de petits-enfants,[source secondaire souhaitée].
Lorsqu'en 1830, les députés de Haïti sont venus à Paris, la famille obtint du roi Charles X la Croix d'Honneur pour le général Diakué. Les actuels descendants d'Hortense et d'Augustine de Saint-Janvier vouent une grande reconnaissance aux Haïtiens qui, à leurs risques et périls, ont sauvé la vie des deux petites orphelines du Cap,[source secondaire souhaitée].

### Indemnités versées aux héritiers des colons esclavagistes
En 1826, dans le cadre de l'indemnisation des anciens colons français par la République d'Haïti, et en tant qu'héritières de propriétaires de plantations et d'esclaves, Hortense et Augustine de Saint-Janvier touchent chacune la somme de 14 136 francs or, en dédommagement de la perte de leur biens à la suite de la Révolution haïtienne.

### Sources anciennes
- Les orphelines du Cap, Histoire des deux seules Blanches conservées à Saint-Domingue, par Mme de B..., Édition Blaise, libraire à Paris, quai des Augustins N° 61, près du Pont Neuf. 1812.
- Journal de L'Empire du 20 mai 1812: Histoire de Mesdemoiselles de Saint-Janvier . [N 7]
- Claire-Hortense et Augustine de Saint-Janvier, par Sophie de Renneville, in Galerie des Jeunes Vierges, ou modèle des Vertus qui assurent le bonheur des femmes. Paris, Thierot et Belin, 1824. (page 302).
- Scènes de l'Histoire contemporaine-Les orphelines du Cap, Souvenir de Saint-Domingue. Par Mlle A. Celliez, auteur des reines de France, Impératrices, etc. Ouvrage illustré de 16 dessins à deux teintes. Paris. Librairie de l'Enfance et de la Jeunesse Eugène Ducrocq, 55, rue de Seine. 142 pp. (Non daté)[N 8].
- Les deux dernières Blanches de Saint-Domingue, par Alex de Saillet, in Le Moniteur de la mode, Tome II, 10° livraison, 18 janvier 1844[N 9].
- Mlles de Saint-Janvier, in le Journal de la littérature de France, volume 15, page 208.
- Histoire de l'expédition des Français à Saint-Domingue sous le Consulat de Napoléon Bonaparte (1802-1803), suivie des Mémoires et Notes d'Isaac Louverture., par Antoine Métral. Paris. 1825.
- Vie de Toussaint-Louverture., par Victor Schœlcher. Édition P. Ollendorf. Paris .1889.
- La perte d'une colonie: La Révolution de Saint-Domingue, par Henri Castonnet des Fosses. éditions A. Faivre. Paris 1893.
- Saint-Domingue (1669-1789), la société et la vie créole sous l'ancien Régime, par Pierre de Vaissière. Librairie Académique Perrin. Paris. 1909.
- La Mission du général Hédouville à Saint-Domingue, par Antoine MICHEL, Imprimerie La Presse, Port-aux-Princes, Haïti, 1929.

### Ouvrages récents
- Toussaint-Louverture, par Aimé Césaire, Paris, Présence Africaine, 1962.
- Les Jacobins Noirs . Toussaint-Louverture et la Révolution de Saint-Domingue, par C.L.R. James. Éditions Caribéennes. 1980.
- La colonie française de Saint-Domingue, par François Blancpain. Karthala. Paris. 2004.
- Les vengeurs du nouveau monde. Histoire de la Révolution haïtienne, par Laurent Dubois. Les Perséides. Rennes.  2005.
- Facing racial revolution: Eyewitness accounts of the haïtian Insurrection, (chapter 19: The story of the last french survivors in Saint-Domingue), by Jeremy D.Popkin. The University of Chicago.Press Chicago 60637.Printed in USA. 2007.
- François Blancpain, Étienne de Polverel, libérateur des esclaves de Saint-Domingue, Rennes, Les Perséides. 2010.